# Otto Salomon
Otto Aron Salomon (1849-1907), sløjdskoleforstander på Nääs ved Floda øst for Gøteborg i Sverige.
Den jødiske købmand August Abrahamson ejede godset Nääs fra 1868 til sin død i 1898. Han engagerede sin søstersøn Otto Salomon som forstander for en sløjdskole, der oprettedes for drenge på godset i 1872, og fra 1874 udvidedes den med en pigeafdeling og i 1875 et sløjdlærerseminarium, der fik betydning langt ud over Sveriges grænser, og som også fik betydning for sløjdbevægelserne i Norge (Hans Konrad Kjennerud (1837-1921)) og Danmark (Aksel Mikkelsen og Søren Meldgaard). Alle valfartede de gentagne gange til Nääs for at deltage i sløjdkurser. Også i de engelsksprogede lande fik sløjd indpas i starten af 1900-tallet.
Otto Salomon blev født 1. november 1849 i Gøteborg, Sverige, af jødiske forældre, procelænshandler Alexander Salomon og hustru Henriette, født Abrahamsson, og han blev student i 1868 fra Göteborgs Realgymnasium. Samme efterår blev han elev ved Teknologiska Institutet i Stockholm, men holdt op efter første semester og tog til Nääs i 1869, hvor hans morbroder lige var blevet enkemand. I 1870-71 gennemgik han et landbrugskursus på Ultuna Lantbruksinstitut, dog uden at fuldføre, og derefter var han aktiv inden for godsets gårdbrug indtil 1878, da han blev gift. Ud over sin beskæftigelse med sløjdskolen underviste han i 1870'erne også i den lokale folkeskole og i andre sammenhænge.
I 1877 var Otto Salomon i Finland, hvor han mødtes med Uno Cygnæus, der inspirerede ham til de pædagogiske studier, der førte til, at Nääs-sløjden blev fastlagt omkring en række pædagogiske principper, der lå fast omkring 1882.
Det vigtigste værktøj var kniven. Der benyttedes også fil og sandpapir. Undervisningsdifferentiering og individuel undervisning var i højsædet. Design indgik. Disse Nääs-traditioner gik videre i Askov Skolesløjd hos Søren Meldgaard, hvorimod Dansk Skolesløjd under Aksel Mikkelsen tog en anden retning, og hos Mikkelsen betragtedes saven som det primære værktøj, og fil og sandpapir bandlyste han.